# Alfa Romeo Giulietta (1977)

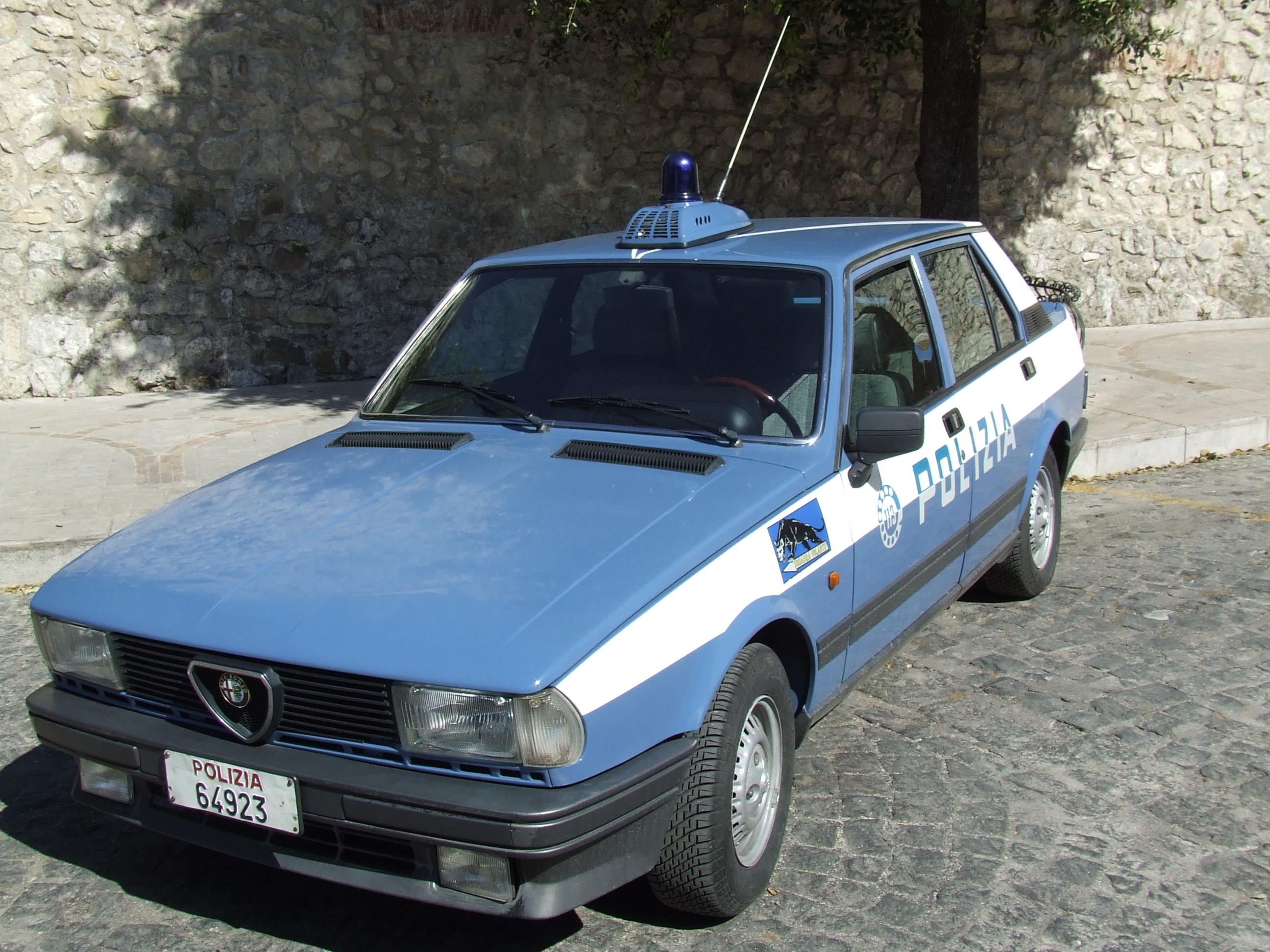
Une Giulietta de la Police Italienne

Pour les articles homonymes, voir Alfa Romeo Giulietta.
L'Alfa Romeo Giulietta est une automobile produite entre 1977 et 1985 dans les usines Alfa Romeo d'Arese au nord de Milan et qui reprend le nom de la mythique Alfa Romeo Giulietta des années 1950.

## Histoire
La Nuova Giulietta devait remplacer une des automobiles les plus présentes dans le cœur des Italiens et des alfistes en particulier, l'Alfa Giulia, en utilisant une mécanique préexistante, celle de l'Alfetta), en devant à tout prix éviter de venir se superposer avec d'autres modèles présents au catalogue.
C'est avec un cahier des charges difficile que naît la nouvelle berline à 3 volumes avec une ligne très caractéristique et personnelle, avec un avant très plongeant et un arrière haut et très court. La plate-forme et la mécanique sont les mêmes de celles de l'Alfetta. Pour éviter que les deux modèles ne se concurrencent trop, alors qu'ils disposent du même empattement de 251 cm, le constructeur de Arese décida de donner à la Giulietta une allure plus sportive, et laisse le rôle de berline de classe à l'Alfetta.
La motorisation d'appel débutait avec le double arbre de 1,3 litre.

## Première série (1977 - 1981)
Lors de sa présentation, la "Giulietta" est disponible en deux versions, qui se distinguent par leur niveau de finition et leur cylindrée, ces deux moteurs étant des 4 cylindres à double arbre à cames.
À la base on trouve la "1.3", qui dispose d'un moteur de 1 357 cm3 de 95 ch, tandis que le modèle haut de gamme est la "1.6", équipée d'un moteur de 1 570 cm3 de 108 ch.
À bord, on trouve un élégant tableau de bord moderne et fonctionnel.
En 1979 la gamme s'enrichit d'une version "1.8" avec un moteur de 1 779 cm3 de 120 ch et disposant d'un équipement intérieur supérieur à celui de la "1.6".
En 1980 arrive la "2.0 Super", avec un 2 litres de 130 ch et disposant d'un niveau de finitions enrichies : peinture métallisée, jantes en alliage léger, habillage de l'habitacle en velours.

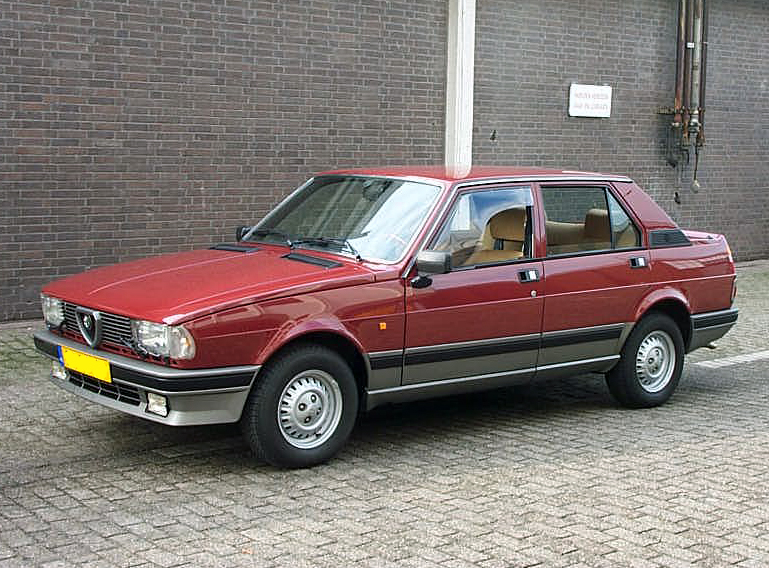
Alfa Romeo Giulietta

## Seconde série (1981 - 1983)
En 1981 un premier restylage concerne de nombreux détails extérieurs et intérieurs : pare-chocs, calandre en scudetto, rétroviseurs redessinés. La bande satinée à l'arrière est supprimée, le tableau de bord redessiné et les habillages intérieurs changés.
Selon les versions, le nouveau modèle peut recevoir de simples profilés ou des bandes plus hautes de protection latérales.
La gamme comprend les "1.3" et "1.6", en version de base, la "1.8" dans une finition plus luxueuse tandis que la "2.0 Ti" représente le haut de gamme avec une finition plus luxueuse.
La partie mécanique reste inchangée.
En 1982, les versions 1600 et 1 800 cm3 adoptent une nouvelle boîte de vitesses avec des rapports plus longs.
C'est à cette occasion qu'Alfa Romeo présente la "Giulietta 2.0 Turbodiesel", avec un diesel turbocompressé VM de 2 litres développant 82 ch. Ce modèle est disponible en finition base et L.

## Troisième série (1983 - 1985)

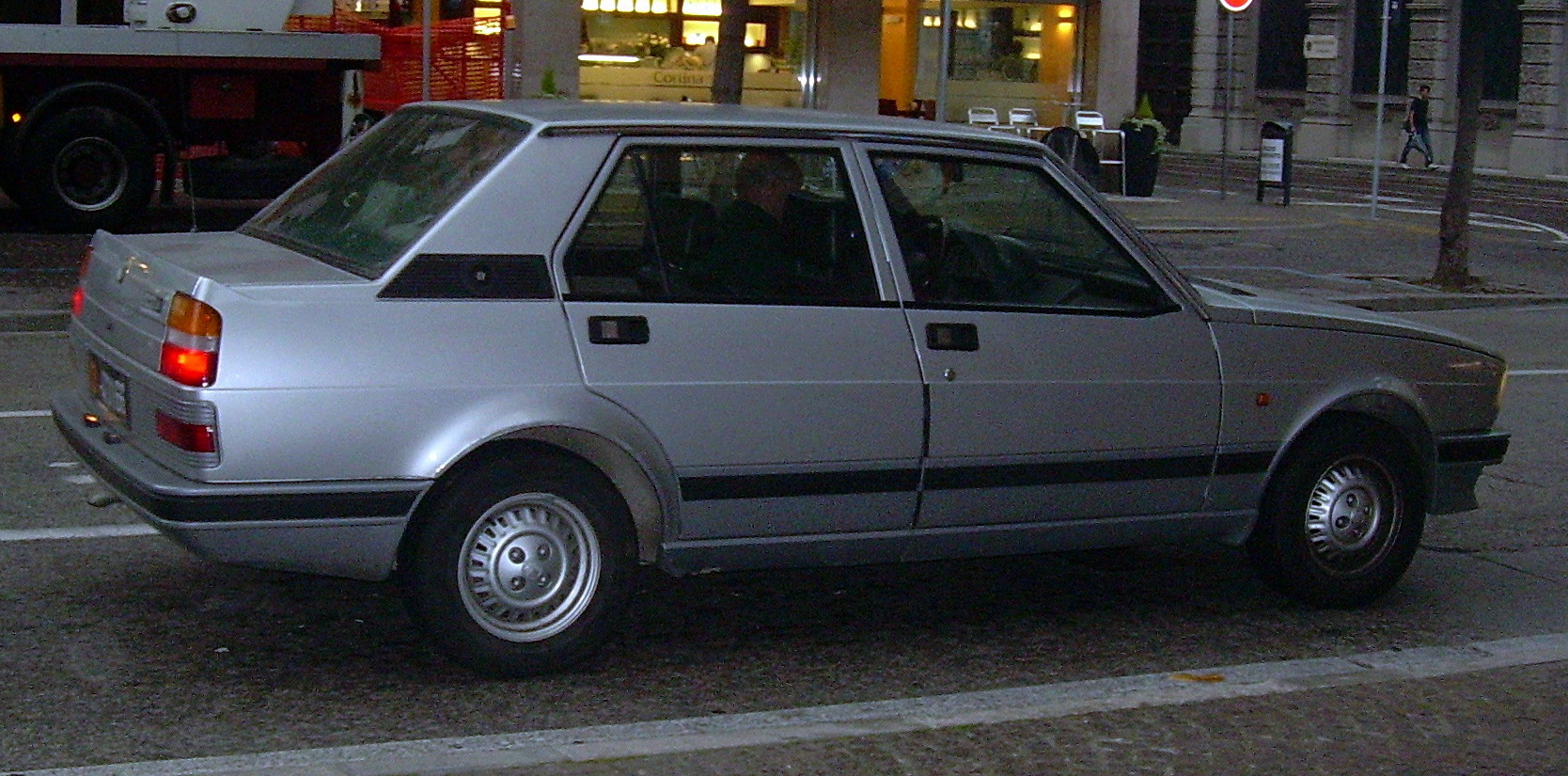
Une Giulietta 3e série

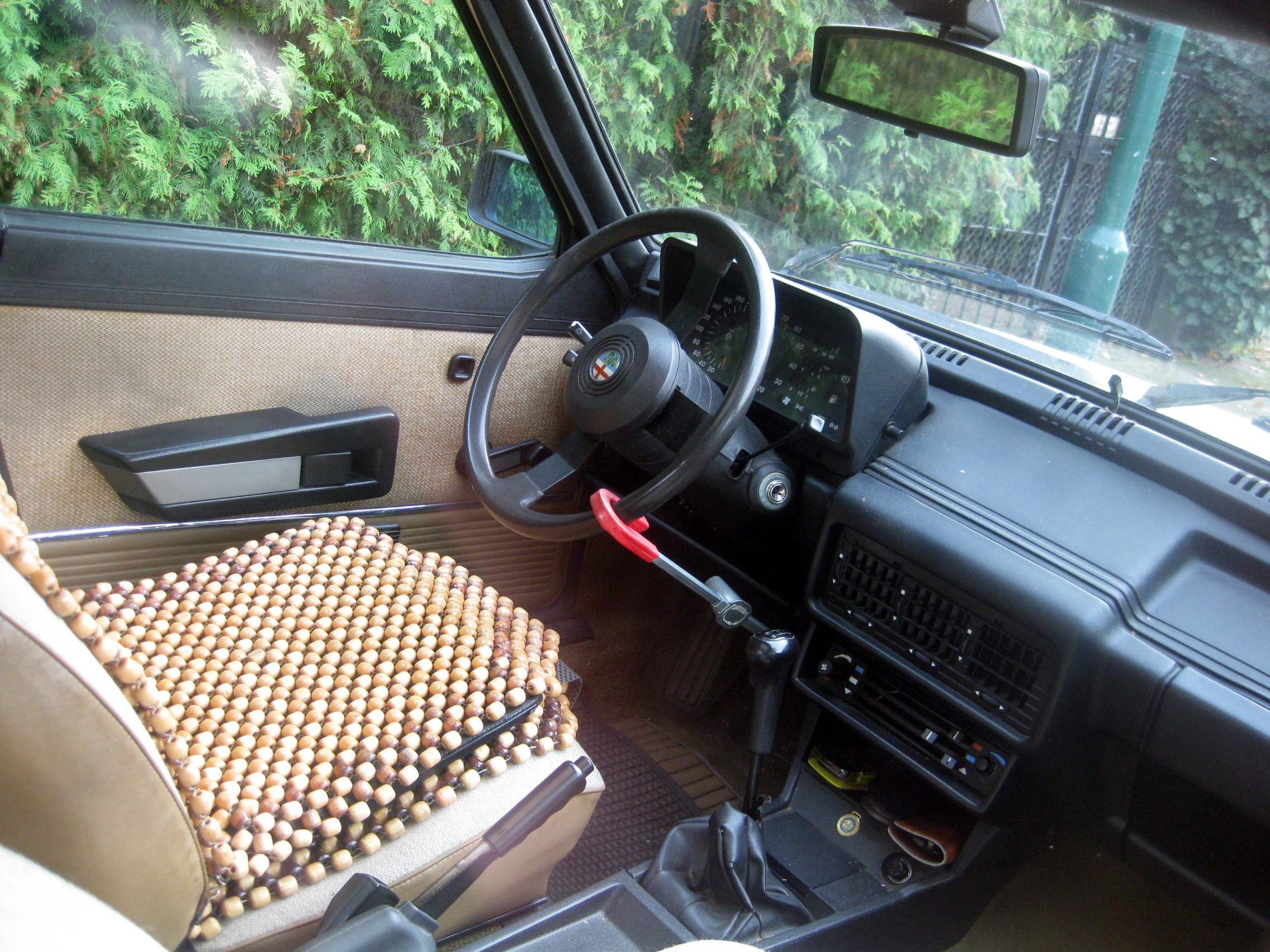
Intérieur Giulietta

À la fin de l'année 1983 la Giulietta "84" fait son apparition. Le restylage concerne les pare-chocs, la calandre et la partie arrière avec l'ajout d'un bandeau noir qui englobe les antibrouillards. La finition intérieure est également revue.
La gamme démarre avec la version "1.6", la "1.3" est supprimée.
La gamme 84 comprenait :
- Giulietta 1.6
- Giulietta 1.6 L
- Giulietta 1.8 L
- Giulietta 2.0 L
- Giulietta 2.0 TD
- Giulietta 2.0 TD L

Courant 1984, la gamme est complétée avec la version "2.0 Turbo Autodelta", équipée d'un 4 cylindres 2 litres turbo de 170 ch et disposant d'une apparence plus sportive : peinture noir métallisé, pare-chocs avec spoiler, intérieur sportif rouge, jante en alliage et pneus larges.
La Giulietta sera remplacée en 1985 par l'Alfa 75

## Production
| Version                   | Années de production | Exemplaires |
| ------------------------- | -------------------- | ----------- |
| Giulietta 1.3             | 10/1977 - 4/1985     | 50 890      |
| Giulietta 1.6/1.6 L       | 10/1977 - 4/1985     | 187 064     |
| Giulietta 1.8             | 4/1979 - 4/1985      | 87 468      |
| Giulietta 2.0             | 4/1980 - 4/1985      | 36 767      |
| Giulietta 2.0 Turbo Delta | 7/1983 - 12/1983     | 361         |
| Giulietta 2.0 TD/2.0 TD L | 4/1983 - 4/1985      | 17 141      |
| Total                     | Total                | 379 691     |

## Caractéristiques techniques
|                                                     | 1.3 | 1.6 | 1.8 | 2.0 / 2.0 Super / 2.0 TI | 2.0 Turbodelta | 2.0 TD |
| --------------------------------------------------- | --- | --- | --- | --- | --- | --- |
| Type carrosserie                                    | Berline classique 4 portes avec coffre séparé, 5 places                                                                                              | Berline classique 4 portes avec coffre séparé, 5 places                                                                                              | Berline classique 4 portes avec coffre séparé, 5 places                                                                                              | Berline classique 4 portes avec coffre séparé, 5 places                                                                                              | Berline classique 4 portes avec coffre séparé, 5 places                                                                                              | Berline classique 4 portes avec coffre séparé, 5 places                                                                                              |
| Dimensions Longueur × largeur × hauteur Empattement | 421 × 165 × 140 cm - empattement : 251 cm | 421 × 165 × 140 cm - empattement : 251 cm | 421 × 165 × 140 cm - empattement : 251 cm | 421 × 165 × 140 cm - empattement : 251 cm | 421 × 165 × 140 cm - empattement : 251 cm | 421 × 165 × 140 cm - empattement : 251 cm |
| Poids                                               | 1 100 kg | 1 100 kg | 1 100 kg | 1 100 kg | 1 140 kg | 1 230 kg |
| Suspension AV                                       | Roues indépendantes - quadrilatères transversaux, barres de torsion longitudinales, barres antiroulis, amortisseurs hydrauliques télescopiques       | Roues indépendantes - quadrilatères transversaux, barres de torsion longitudinales, barres antiroulis, amortisseurs hydrauliques télescopiques       | Roues indépendantes - quadrilatères transversaux, barres de torsion longitudinales, barres antiroulis, amortisseurs hydrauliques télescopiques       | Roues indépendantes - quadrilatères transversaux, barres de torsion longitudinales, barres antiroulis, amortisseurs hydrauliques télescopiques       | Roues indépendantes - quadrilatères transversaux, barres de torsion longitudinales, barres antiroulis, amortisseurs hydrauliques télescopiques       | Roues indépendantes - quadrilatères transversaux, barres de torsion longitudinales, barres antiroulis, amortisseurs hydrauliques télescopiques       |
| Suspension AR                                       | Pont "De Dion" - ressorts hélicoïdaux, bras longitudinaux, barres antiroulis, amortisseurs hydrauliques télescopiques                                | Pont "De Dion" - ressorts hélicoïdaux, bras longitudinaux, barres antiroulis, amortisseurs hydrauliques télescopiques                                | Pont "De Dion" - ressorts hélicoïdaux, bras longitudinaux, barres antiroulis, amortisseurs hydrauliques télescopiques                                | Pont "De Dion" - ressorts hélicoïdaux, bras longitudinaux, barres antiroulis, amortisseurs hydrauliques télescopiques                                | Pont "De Dion" - ressorts hélicoïdaux, bras longitudinaux, barres antiroulis, amortisseurs hydrauliques télescopiques                                | Pont "De Dion" - ressorts hélicoïdaux, bras longitudinaux, barres antiroulis, amortisseurs hydrauliques télescopiques                                |
| Freins                                              | Double circuit avec servofrein - 2 disques AV (ventilés à l'AV sur Turbodelta) et 2 disques AR en sortie du différentiel avec régulateur de freinage | Double circuit avec servofrein - 2 disques AV (ventilés à l'AV sur Turbodelta) et 2 disques AR en sortie du différentiel avec régulateur de freinage | Double circuit avec servofrein - 2 disques AV (ventilés à l'AV sur Turbodelta) et 2 disques AR en sortie du différentiel avec régulateur de freinage | Double circuit avec servofrein - 2 disques AV (ventilés à l'AV sur Turbodelta) et 2 disques AR en sortie du différentiel avec régulateur de freinage | Double circuit avec servofrein - 2 disques AV (ventilés à l'AV sur Turbodelta) et 2 disques AR en sortie du différentiel avec régulateur de freinage | Double circuit avec servofrein - 2 disques AV (ventilés à l'AV sur Turbodelta) et 2 disques AR en sortie du différentiel avec régulateur de freinage |
| Direction                                           | A crémaillère | A crémaillère | A crémaillère | A crémaillère | A crémaillère | A crémaillère |
| Moteurs                                             | Essence - 4 cylindres en ligne | Essence - 4 cylindres en ligne | Essence - 4 cylindres en ligne | Essence - 4 cylindres en ligne | Essence - 4 cylindres en ligne | Diesel - 4 cylindres en ligne |
| Position                                            | Longitudinale avant | Longitudinale avant | Longitudinale avant | Longitudinale avant | Longitudinale avant | Longitudinale avant |
| Distribution                                        | 2 arbres à cames en tête - 2 soupapes par cylindre                                                                                                   | 2 arbres à cames en tête - 2 soupapes par cylindre                                                                                                   | 2 arbres à cames en tête - 2 soupapes par cylindre                                                                                                   | 2 arbres à cames en tête - 2 soupapes par cylindre                                                                                                   | 2 arbres à cames en tête - 2 soupapes par cylindre                                                                                                   | 1 arbre à cames latéral - 2 soupapes par cylindre |
| Type moteur                                         | Alfa Romeo AR | Alfa Romeo AR | Alfa Romeo AR | Alfa Romeo AR | Alfa Romeo AR | VM Motori |
| Cylindrée Alésage × course                          | 1 357 cm3 80 × 67,5 mm | 1 570 cm3 78 × 82 mm | 1 779 cm3 80 × 88,5 mm | 1 962 cm3 84 × 88,5 mm | 1 962 cm3 84 × 88,5 mm | 1 995 cm3 88 × 82 mm |
| Alimentation                                        | 2 carburateurs double corps | 2 carburateurs double corps | 2 carburateurs double corps | 2 carburateurs double corps | 2 carburateurs double corps et turbocompresseur | injection indirecte et turbocompresseur |
| Puissance maxi DIN                                  | 95 ch à 6 000 tr/min | 109 ch à 5 600 tr/min | 122 ch à 5 300 tr/min | 130 ch à 5 400 tr/min | 170 ch à 5 000 tr/min | 82 ch à 4 300 tr/min |
| Couple maxi                                         | 121 N m à 4 500 tr/min | 141 N m à 4 300 tr/min | 167 N m à 4 200 tr/min | 178 N m à 4 000 tr/min | 283 N m à 3 500 tr/min | 168 N m à 2 500 tr/min |
| Transmission                                        | propulsion avec boîte de vitesses à 5 rapports AV + 1 AR accouplée au différentiel                                                                   | propulsion avec boîte de vitesses à 5 rapports AV + 1 AR accouplée au différentiel                                                                   | propulsion avec boîte de vitesses à 5 rapports AV + 1 AR accouplée au différentiel                                                                   | propulsion avec boîte de vitesses à 5 rapports AV + 1 AR accouplée au différentiel                                                                   | propulsion avec boîte de vitesses à 5 rapports AV + 1 AR accouplée au différentiel                                                                   | propulsion avec boîte de vitesses à 5 rapports AV + 1 AR accouplée au différentiel                                                                   |
| Vitesse maxi                                        | 165 km/h | 175 km/h | 180 km/h | > 185 km/h | 206 km/h | > 155 km/h |
| Accélération 0-100 km/h                             | 12,5 s | 11,5 s | 11,0 s | 9,7 s | 7,5 s | 15 s |
| Consommation                                        | 7,5 L/100 km | 6,8 L/100 km | 6,9 L/100 km | 7,3 L/100 km | 9,3 L/100 km | 6,2 L/100 km |
| Pneumatiques                                        | 185/70 SR 13 | 185/70 SR 13 | 185/70 SR 13 | 185/65 HR 14 | 200/60 HR 365 TRX | 185/70 SR 13 |